# Шапиро, Милли
Аме́лия Ли «Милли» Шапи́ро (англ. Amelia Lee «Milly» Shapiro; род. 16 июля 2002 года, Тампа, Флорида, США) — американская актриса и певица. Дебютная роль актрисы, которая и принесла ей известность, состоялась в фильме ужасов 2018 года «Реинкарнация». Так же известная своей ролью Матильды Уормвуд в бродвейской постановке «Матильда», где помимо Шапиро сыграли Уна Лоуренс, Бейли Рион и София Геннуса.

## Биография
Шапиро родилась в городе Тампа, штат Флорида, но, когда ей было десять лет, семья переехала в Нью-Йорк, чтобы Эмилия могла развиваться как актриса театра.
У Милли Шапиро есть старшая сестра Эбигейл, которая также является актрисой театра и певицей. Они часто выступают вместе, как «Сёстры Шапиро». В 2014 году «Сёстры Шапиро» выпустили музыкальный альбом Live Out Loud: Live At 54 Below и позже EP Shapiro Sisters: Time Reveals.
Шапиро страдает от редкого генетического заболевания под названием ключично-черепной дизостоз. Такой же диагноз у актера из фантастического сериала «Очень странные дела» Гейтена Матараццо.

## Работы

### Кино
| Год  | Название на русском | Оригинальное название | Роль         | Примечания |
| ---- | ------------------- | --------------------- | ------------ | ---------- |
| 2018 | Реинкарнация        | Hereditary            | Чарли Грэхем |            |

### Телевидение
| Год  | Название на русском | Оригинальное название | Роль   | Примечания |
| ---- | ------------------- | --------------------- | ------ | ---------- |
| 2024 | Истерия!            | Hysteria!             | Ингрид |            |

### Театр
| Год       | Название на русском             | Оригинальное название            | Роль             | Театр                 | Примечания                    |
| --------- | ------------------------------- | -------------------------------- | ---------------- | --------------------- | ----------------------------- |
| 2013-2014 | Матильда                        | Matilda The Musical              | Матильда Уормвуд | Театр Сэма С. Шуберта | 8 марта 2013 — 19 января 2014 |
| 2016      | Ты хороший человек, Чарли Браун | You’re a Good Man, Charlie Brown | Салли Браун      | Театр «York»          | 2016                          |